# Барсуков, Евгений (пионер-герой)
Евгений Барсуков (1928 — 1942) — юный герой-пионер, партизан Великой Отечественной войны. Зверски замучен и расстрелян немцами в Брянской области в 1942 году.

## Биография
Родился в 1928 году на территории нынешнего Жуковского района Брянской области. Воспитывался в многодетной семье, у него было ещё три брата и одна сестра. Проживали на хуторе Барсуки, недалеко от деревни Фошня. Отец ушёл из семьи и мать, Солоха Андреевна Барсукова, одна растила детей. Евгений очень любил читать. В 1941 году успел завершить обучение в семи классах сельской школы.
В марте 1942 года немецко-фашистские войска вошли и оккупировали деревню Фошню. Евгений Барсуков в четырнадцать лет стал партизаном. Юноша организовал группу сверстников, которая занималась сбором оставленного, брошенного на поле боя оружия: автоматы, пистолеты, гранаты. Всё это передавалось партизанам. Женя выяснил где располагался отряд, явился к партизанам и потребовал, чтобы все члены его группы были зачислены в бригаду.
В один из дней немцы затеяли расстрел местных жителей. Школьник прятал уцелевших односельчан в лесу, но был предан и выдан предателем-полицаем. Его схватили и допрашивали, пытались выяснить места расположения партизанских отрядов. Мальчик прикинулся глухим, однако фашисты не пощадили и на глазах у матери и сестры расстреляли (по другой версии, повесили) его.
В этом же 1942 году, дед Евгения, Андрей Григорьевич Антонов, за связь с партизанами также подвергся расстрелу.
Юный герой-пионер похоронен рядом со зданием Фошнинской школы. До закрытия учебного заведения учащиеся школы осуществляли уход за могилой отважного мальчика.

## Память
- Женькина глушица — так называется теперь место, где отважный школьник прятал односельчан от расправы.
- В книге А. Шкроба «Тополиные листья» рассказана история о Жене Барсукове.
- Архивные сведения о Барсукове хранятся в Жуковском районном музее и музее деревни Петуховки.